# Les Pélissiers
Pour les articles homonymes, voir Pélissier.
La Société royale Les Pélissiers ou plus simplement « Les Pélissiers » est une fanfare créée à Binche, petite ville industrielle du Hainaut (Belgique) en 1856.
En 1856, un petit groupe de membres de la fanfare binchoise « Les Chasseurs » décident de créer une nouvelle phalange musicale.
À l'époque, plusieurs Binchois, parents de fondateurs, combattaient au sein de la légion étrangère pendant la guerre de Crimée sous les ordres du général Aimable Pélissier. En l'honneur de ce dernier, ils décidèrent de nommer leur fanfare: « Les Pélissiers ».
La fanfare est un orchestre classique de type Brass band faisant la part belle aux cuivres, aux saxophones et aux percussions.
Aujourd'hui, la fanfare Les Pélissiers avec plus de 150 années d'existence est classée en catégorie Excellence par le concours provincial du Hainaut (Belgique).

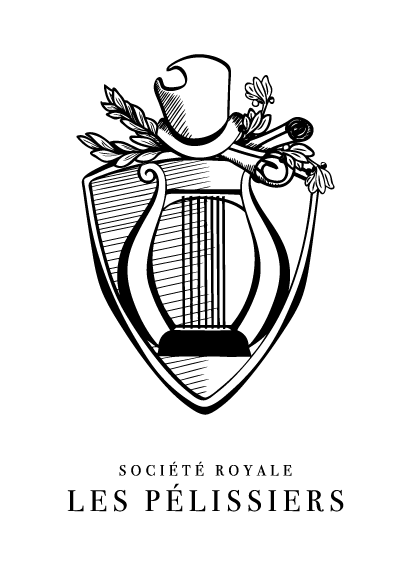
Logo S.R. les Pélissiers.

## Histoire
1856 : création de la fanfare
1864 : premier prix du concours international d’Arras
1865-1869 : récompenses successives aux concours de Cambrai, Tournai, Paris, Douai
1872 : après 16 ans d’existence, la société reçoit le titre de « Royale » par le roi Léopold II
1911-1914 : elle continue à remporter d’autres succès à Charleroi, Gand, et à Fourmies (France).
1919 : après le premier conflit mondial, elle remporte en 1922 les premiers prix d’excellence, de lecture à vue, d’exécution et de direction au grand concours international de Dijon, France
Après la seconde guerre mondiale les activités reprennent sous les directions successives de grands Chefs Ernest Harvengt, Auguste Montreuil et Claude Deprétis.
Dirigée par Monsieur Olivier Dufour depuis 1985, la société participe aux Caeciliades de Namur en 1988 et y décroche le prix de la SABAM, aux rencontres provinciales de Saint-Hubert en 1989 (Première division) et de Libramont en 1993 où elle est reconnue comme société de division Excellence avec distinction.
1996 : dans le cadre de l’émission radiophonique Kiosque à musique, ils enregistrent un concert dans l’auditorium de la R.T.B.F. à Mons.
2006 : année jubilaire du 150e anniversaire durant laquelle les Pélissiers organisent un concert de gala et enregistrent un CD au théâtre de Binche, participent à un spectacle équestre et musical dans le Parc de Binche. Ils organisent et participent également aux rencontres provinciales du Hainaut de division Excellence où viennent se produire des ensembles musicaux pour l'obtention du grade. La société royale les Pélissiers confirme sa position de société de division Excellence avec distinction.

## Publications

### CD
Comme en concert : CD enregistré en 2006 à l'occasion du 150e anniversaire de la société.

#### Titres
1. Marche de Gala [7:42]
2. La force du destin [8:07]
3. Les noces de Figaro [4:30]
4. Bohemian Rhapsody [6:45]
5. Mancini Spectacular [7:29]
6. Big Band in concert [7:34]
7. Great themes from great italian movie [7:24]
8. À travers la Wallonie [8:36]
9. Marche des Pélissiers [3:26]

### Documentaire
Exposition/documentaire réalisée par Paul de Stexhe, graphiste : Zig boum tagada tsoin tsoin!
Réalisé en 2010, ce travail vise à faire transparaître le côté social et humain d'un groupe tel que les Pélissiers, que les personnes extérieurs à ce dernier ne perçoivent pas ou en ont une mauvaise idée.